# Clouds (canção)
"Clouds" é uma canção da cantora estadunidense Slayyyter, contida em seu álbum de estreia, Troubled Paradise (2021). Foi composta pela própria em conjunto com Marc Schneider, Nicolas DiPietrantonio, e sendo produzida pelos dois últimos. A faixa foi lançada em 26 de fevereiro de 2021, através da gravadora Fader Label, servindo como o quarto single do disco.

## Fundo
"Lembro-me de ter obtido a batida demo de 'Clouds' do Nicopop [produtor] durante a quarentena precoce e de escrevê-la tão rápido. Eu me senti tão deprimida e como se eu não pertencesse à música. Gravei 90% dos vocais no meu airbnb e acho que é uma das minhas favoritas do álbum. Espero que amem."

- Slayyyter via Twitter.
O título da faixa vazou pela primeira vez em agosto de 2020, junto com o resto da lista de faixas do álbum. No vídeo dos bastidores do videoclipe "Troubled Paradise", Slayyyter revelou que o videoclipe da faixa também estava sendo filmado no mesmo set. Mais tarde, foi revelado no iTunes em 21 de janeiro de 2021. Um vídeo de um Hit Clip com a faixa foi postado em sua conta oficial no Instagram e Twitter em 21 de fevereiro de 2021. Via Twitter, Slayyyter então anunciou que a faixa seria lançada em 26 de fevereiro de 2021. Ela compartilhou trechos do videoclipe no Twitter mais tarde naquele mesmo dia. Slayyyter revelou alguns trechos do videoclipe no seu Instagram, e logo depois revelou a capa da música no Twitter. A arte foi filmada por Munachi Osegbu e desenhada por Glitchmood. Nela a cantora aparece deitada sobre as nuvens vestida num espartilho branco com cinta liga e meias arrastão de renda da mesma cor, trajando um colar. Recentemente, a cantora afirmou que de todas as suas músicas que ela escreveu, “Clouds” é a música favorita de sua mãe.
Uma demo da música vazou em 5 de fevereiro de 2021, junto com o resto do álbum. A demo é mais curta do que a música final, tendo apenas 2:57. A demo é provavelmente de cerca de agosto de 2020, quando as pessoas tiveram acesso ao álbum. A versão final apresenta produção adicional ao longo da música, com destaque no pré-refrão. Ele também tem um final mais longo em comparação com a demo.

## Videoclipe
Um videoclipe foi lançado no mesmo dia do lançamento da canção em sua conta oficial no YouTube. O videoclipe é dirigido por Munachi Osegbu, que capturou a cantora dentro de seu paraíso conturbado - sozinha, no alto do céu, onde ela se deitou em um tapete de nuvens brancas com seu cabelo esvoaçante na altura da cintura ao vento. Quando na realidade as imagens que ela tem nos alimentado estão mascarando muito a verdadeira Slayyyter. Nós a vimos como uma força perturbadora. Ela está pronta para nos contar que seus doces sonhos de menina ainda não terminaram do jeito que ela imaginava. Um minuto ela nos joga de volta para um lindo campo de flores (à la Dorothy em O Mágico de Oz). No próximo, ela está sentada em uma mesa cercada por tentadoras guloseimas açucaradas ou então sentada no colo de um grande ursinho de pelúcia. Juntamente com os tons líricos sombrios. Slayyyter ainda luta com seus demônios interiores e sua saúde mental. “Eu gostaria que eles soubessem o que se passa na minha cabeça”, ela canta, querendo lavar a realidade com outra bebida. "Às vezes parece que eu estaria melhor... morta".

## Faixas e formatos
| Download digital |          |         |  |
| N.º              | Título   | Duração |  |
| 1.               | "Clouds" | 3:10    |  |

## Histórico de lançamento
| Região | Data                    | Formato(s)                 | Versão   | Gravadora(s) | Ref.          |
| ------ | ----------------------- | -------------------------- | -------- | ------------ | ------------- |
| Várias | 26 de fevereiro de 2021 | Download digital streaming | Original | Fader        | [ 14 ] [ 15 ] |